# Летяжка
Летя́жка — село в Ижморском районе Кемеровской области. Входит в состав Симбирского сельского поселения. Название, вероятно, образовано от слова летяга в значении «летучая белка».

## География
Центральная часть населённого пункта расположена на высоте 179 метров над уровнем моря.

## Население
По данным Всероссийской переписи населения 2010 года, в селе Летяжка проживает 178 человек (87 мужчин, 91 женщина).

## Организации
- Управление Государственного природного зоологического заказника «Антибесский».